# Viu de Llevata (antic municipi)
| \| ← \| 1812 — 1965 \| → \|                       |                    |   |
| Escut d'armes                                     |                    |   |
| Viu de Llevata dins del Pont de Suert             |                    |   |
| Període històric                                  | Edat Contemporània |   |
| • Creació del municipi (Constitució de Cadis)     | 1812               |   |
| • Annexió al Pont de Suert, de l'(Alta Ribagorça) | 1965               |   |
| ←                                                 | 1812 — 1965        | → |

L'antic municipi de Viu de Llevata era un municipi de 53,23 km² de l'Alta Ribagorça, independent fins a l'any 1970, quan fou agregat al Pont de Suert, amb el resultat d'engrandir notablement el vell municipi del Pont de Suert, que era molt petit. La seva aportació als 148,62 km² del municipi actual fou, doncs, del 35,82% de territori. Tenia el seu centre en el poble de Viu de Llevata, i també hi pertanyien els pobles d'Abella d'Adons, Adons, la Bastideta de Corroncui, la Beguda d'Adons, Corroncui, Perves i Pinyana.

## Geografia

### Perímetre de l'antic terme

#### Límit amb l'antic terme de Malpàs, del municipi del Pont de Suert
Per començar a descriure el perímetre de l'antic terme de Viu de Llevata, cal que ens situem en un punt que no està marcat per cap accident orogràfic, a llevant de la Faiada de Malpàs, al nord-oest del Coll de Sant Roc de Viu i del Pilaret de Sant Roc, a 1.430 m. alt. En aquest punt es trobaven els termes dEspluga de Serra, en el seu enclavament d'Enrens i Trepadús (terme actual de Tremp), Malpàs i Viu de Llevata (actualment els dos darrers units en el nou terme municipal del Pont de Suert).
Des d'aquest punt, el termenal entre Viu de Llevata i Malpàs davallava cap al nord-est, per les Canals de Solanisi, travessava la carretera N-260 una mica al sud-est del punt quilomètric 339, travessava el barranc de Viu i, sempre sense seguir cap accident orogràfic, pujava de dret a l'extrem occidental del Serrat dels Comunals, a 1.373,5 m. alt. Des d'aquest punt, i sobre l'eix sud-oest - nord-est, fa un arc còncau cap al sud, i passa pel Tossal de la Montcada, de 1.398,8. Després, sempre cap al nord-est, va a buscar el Coll de Massivert, a 1.332,2 m. alt., seguint sempre el Serrat dels Comunals, a prop i al sud-est de Massivert, fins a arribar a un nou punt tritermenal, ara entre Viu de Llevata, Malpàs i Benés (actualment, de Sarroca de Bellera, al Pallars Jussà) situat al sud-est de lo Faro, a 1.420 m. alt., prop del barranc i de l'Obaga del Pago.

#### Límit amb l'antic terme ribagorçà de Benés, del municipi pallarès de Sarroca de Bellera
El límit amb l'antic terme de Benés, breu, segueix aigües avall el barranc del Pago, dels 1.405 m. alt. fins als 1.298, quan aquest barranc entronca amb el barranc de Prat d'Hort i, tots dos, formen el barranc de les Salanques. Des d'aquest lloc, el termenal emprèn al biaix muntanya amunt en línia recta, sempre cap al sud-est, fins que puja a 1.384,8 m. alt., en el lloc per on passa la pista de Prat d'Hort, que fa un bon tros de línia de terme. Quan arriba a una carena, el termenal torç cap al nord-est durant 350 metres, fins que troba el barranc de Montevui. En aquest nou indret es troben els termenals de Benés, Sarroca de Bellera, actualment units en el terme que duu el segon d'aquests noms, i Viu de Llevata, ara pertanyent al del Pont de Suert.

#### Límit amb Sarroca de Bellera, del Pallars Jussà
Quan troba el barranc de Montevui el termenal segueix la pista que en marxa cap al sud, arriba a la carena següent, ara en direcció sud-est. Quan arriba a la carena següent, a 1.358,8 m. alt., el termenal abandona la pista que ha seguit el darrer tros, i s'adreça de dret a llevant fins a baixar al barranc de la Fontalada, que ateny a l'alçada de 1.250 m. Segueix barranc avall, cap al sud-est, fins que es troba aquest barranc amb el de la Salanca, prop de la Font de la Salanca, a 1.133 n. alt. En aquest lloc es forma el barranc d'Ardia, que baixa cap a l'est. Aquest barranc fa de termenal fins a 650 metres a ponent de Xerallo, als Penals d'Uries, on el termenal abandona la vall del torrent i emprèn la direcció sud-est.
Dels Penals d'Uries, la línia de terme fa una girada primer cap al sud-est per anar fent un arc que acaba emprenent la direcció sud, i va pujant dels 1.000 m. alt. inicials, als 1.200 dels Plans, al capdamunt de la llau d'Infern, o barranc del Lladrer, passant prèviament per la Roca d'en Boruna i el Lladrer. Després de fer una mica de girada cap al sud-oest, torna a seguir cap al sud-est, i sense seguir cap accident orogràfic fix, continua pujant cap a la Curnereta i la Roca d'Eloi, al sud-oest de la qual es troben els termes de Sarroca de Bellera, el Pont de Suert, a l'antic terme de Viu de Llevata, i Senterada.

#### Límit amb Senterada, del Pallars Jussà
El termenal amb l'actual terme del Pont de Suert és, alhora, el límit entre el Pallars Jussà i l'Alta Ribagorça. Des de la Capcera, el límit surt de dret cap al nord, per una careneta poc marcada, fins a arribar al Pui de les Canals, de 1.362,1 m. alt., des d'on baixa de primer cap al nord, després cap al nord-est, per travessar el riu de Cadolla, passar pel coster, a una alçada de 1.100 m., aproximadament, que hi ha entre els pobles de Pinyana (ponent, del Pont de Suert) i Cadolla (llevant, de Senterada), i anar a buscar la carena al capdavall de la qual es troba el poble de Cadolla, després de travessar el barranc del Vedat del Solà.
Ateny aquesta carena a 1.150 m. alt., i remunta per la partió d'aigües cap al nord-oest, fins a assolir la Serra de Comillini, a 1.555 m. alt. Des d'aquest lloc, continua cap al nord-oest, però fent la volta a les capçaleres de dos barrancs que davallen cap al riu Bòssia (nord-est), va a trobar el triterme amb el Pont de Suert (Viu de Llevata) i Sarroca de Bellera. Aquest punt és al sud-oest de la Roca d'Eloi, a 1.561,4 m. alt., a la carena de més a ponent que el Serrat del Forn Vell.

#### Límit amb l'antic terme de Toralla i Serradell, ara del municipi de Conca de Dalt, al Pallars Jussà
El tros de termenal amb Toralla i Serradell (Conca de Dalt) és breu, i tot ell discorre per la carena de la Serra de l'Estall i Camporan, una de les que forma el vessant oriental de la Serra de Sant Gervàs. Des de la Capcera, el termenal emprèn la direcció sud-oest, seguint aquesta carena durant 1,3 quilòmetres, fins que troba el triterme entre Toralla i Serradell (Conca de Dalt), Viu de Llevata (el Pont de Suert) i Espluga de Serra (actualment, Tremp), a 1.690 m. alt.

#### Límit amb l'antic terme ribagorçà d'Espluga de Serra, del municipi pallarès de Tremp
Des del triterme anterior, el límit municipal segueix cap a l'oest-nord-oest, per tota la Serra de Sant Gervàs: la Collada de la Pedra Ficada (1.524 m. alt.), el Turó de la Guàrdia (1.582), la Collada de la Basseta (1.521), la Collada de Corroncui (1.519), la Creu de Ferri (1.603), l'Avedoga d'Adons (1.839,4), el Faro d'Avall (1.829,3), lo Portús (1.694 m. alt.) i la Pala del Teller, de 1.889 m. alt.
De la Pala del Taller, el termenal continua cap a ponent, lleugerament decantat cap al nord, i, per la Muntanyeta de Llastarri, ateny la carena principal de la Serra de Sant Gervàs, a l'alçària de 1.730 m. Des d'aquest indret, la línia del terme arriba a l'extrem nord-oest de la Muntanya d'Adons, a 1.680 m. alt., des d'on trenca cap a l'oest-nord-oest, en línia recta sense seguir cap accident orogràfic, fins a arribar al cim del Tossal Gros, de 1.546 m. alt. Des d'aquí, el límit dels termes davalla per una carena cap al nord-est, fins a arribar al Salt de l'Aigua del barranc Fondo d'Adons, a l'extrem nord-est de la Roca de Casterner. Llavors, el termenar segueix el barranc aigua avall durant 1,5 km, fins a atènyer el Pantà d'Escales, és a dir, la Noguera Ribagorçana, on els dos termes descrits fins ara, Viu de Llevata (el Pont de Suert) i Espluga de Serra (Tremp) es troben amb un tercer terme municipal: el de Sopeira, pertanyent a l'Alta Ribagorça occidental, administrativament aragonesa.

#### Límit amb Sopeira, de l'Alta Ribagorça occidental
El límit amb Sopeira és breu: a penes 350 metres; i discorre per terra. És l'ascens des del pantà, davant mateix de l'afluència del ja esmentat barranc Fondo d'Adons, fins al cim de la carena de l'Esquena d'Ase als 1.000 metres d'altitud. El termenal segueix la direcció nord-est, fins a trobar-se un nou triterme, que és entre els mateixos municipis que l'anterior, atès que en aquest lloc comença l'enclavament d'Enrens i Trepadús, que pertany a Espluga de Serra i, per tant, a Tremp.

#### Límit amb l'antic terme d'Espluga de Serra (enclavament d'Enrens i Trepadús), del municipi de Tremp
Des de l'Esquena d'Ase, el termenal puja per la Collada del Pano (1.358 m. alt.), cap al Serrat de Curan, que ressegueix cap amunt. Al capdamunt, als 1.463 m. alt., prop de la Picorra, torç cap a l'est-sud-est, i davalla per una carena fins al fons de la vall del barranc de Palomera, a 1.120 m. alt., i torna a pujar cap al nord-est, fins a la carena de l'altra banda de la vall. Passa pel Coll de Fa-riure, de 1.450 m. alt., i segueix la carena del Comunal de Viu (1.567 m. alt.) cap al nord-oest. Va cap al Coll de Sant Roc de Viu (1.441 m. alt.), prop del Pilaret de Sant Roc, que queda fora de terme, on gira cap al nord-oest després de fer un angle cap al sud, i puja cap al nord-oest, a la Serra Rasa de Badia, de 1.500 m. alt. De seguida arriba al cim de la Faiada de Malpàs, de 1.699 m. alt., on es trobaven els dos termes que s'estan descrivint amb el de Malpàs, actualment també dins del terme del Pont de Suert, que és el lloc on ha començat aquesta descripció.

### Interior del terme
Tot i ser un terme eminentment ribagorçà, les valls del sector sud-oriental pertanyen a la conca de la Noguera Pallaresa, ja que les seves aigües van a parar al Flamisell a través del riu de Bòssia. Es tracta de les valls dels barrancs que formen el riu de Cadolla, a l'extrem sud-est, i de les dues valls paral·leles a banda i banda de la carena on hi ha el poble de Perves: barrancs de Perves i de l'Ardia.

#### La vall del barranc de Viu
És la vall principal de l'antic terme, on es troba el poble de Viu de Llevata i per on discorre l'única via de comunicació oficial: la carretera N-260.
Està formada per la vall del barranc de Viu, també anomenat riuet de Viu, i tots els seus barrancs de capçalera, llevat d'un: el barranc d'Adons, que constitueix la següent vall de què es parlarà a continuació.
És una vall que baixa de sud-est a nord-oest, els límits laterals de la qual són els del mateix terme (tant l'antic de Viu de Llevata com l'actual del Pont de Suert); el límit nord-oest coincideix amb la divisòria entre els antics municipis de Viu de Llevata i Malpàs. Tots tres límits han estat descrits anteriorment en aquest mateix article.
El límit sud-est de la vall del barranc de Viu és l'únic límit totalment inclòs dins del terme municipal però que, en canvi, separa conques hidrogràfiques. Es tracta de la carena que separa el sector del poble de Perves d'aquell on es troba el cap del municipi, Viu de Llevata. Aquesta carena té l'extrem nord en els vessants meridionals del Tossal Gros, a 1.358,8 m. alt., just al nord del Coll d'Art, i continua cap al sud per la Serra, passa pel Tossal de Sant Romà, a 1.372,6, i va a cercar el Coll de la Creu de Perves, on travessa la carretera N-260. En aquest lloc s'acaba el límit sud-est del barranc de Viu.
El límit sud és el que separa aquesta vall de la d'Adons; és al sud del Serrat de Brocolús i del Coll de Llevata, entre aquests dos llocs, a llevant, i el Coll de Fa-riure a ponent.
L'eix vertebrador és el barranc de Viu, on està descrit amb detall el curs d'aquest barranc o riuet.
Aquesta vall només conté el poble de Viu de Llevata, el molí de Viu i algunes bordes, la major part abandonades.

#### La vall del barranc d'Adons
De fet la vall del barranc d'Adons és la continuïtat, cap al sud, del barranc de Viu, a partir del Coll de Llevata. Per tant, el límit nord d'aquesta vall és la descrita suara com a límit sud del barranc de Viu.
Pel costat de ponent, els límits de la vall són la carena que des del Coll de Fa-riure davalla cap al sud, per lo Tono d'Adons, els Caubos, de 1.599,6 m. alt., el Tossal de Sant Roc, de 1.588,3, el Coll de Sant Roc d'Adons i la carena que s'enfila cap a la Muntanya d'Adons, on comença el límit sud, que acull tota la capçalera del barranc d'Adons. Aquest límit coincideix amb el del terme municipal,
La vall dels barrancs del Riu de Cadolla
Les valls i serreta de Perves

## Història
Fins al 1831, any d'extinció dels senyorius, Viu de Llevata pertangué als barons, després comtes, d'Erill, que compartien la possessió amb el bisbe de Lleida.
Viu de Llevata és un dels ajuntaments constituïts el 1812 a ran de la promulgació de la Constitució de Cadis, a partir de la universitat o comú existent a l'edat moderna. El 1845 es va aprovar una llei municipal que exigia un mínim de 30 veïns (caps de família) per tal de garantir la continuïtat dels ajuntaments, i Viu de Llevata va poder-ho fer atès que va sumar-ne 43 amb els seus 8 veïns, els 8 d'Abella d'Adons, Adons i la Beguda d'Adons, els 19 de Corroncui i la Bastideta de Corroncui, els 5 de Perves i els 3 de Pinyana. Això va comportar la desaparició de tots els altres ajuntaments, en ser agregats a Llesp.

### L'antic ajuntament de Viu de Llevata
L'alcaldia de Viu de Llevata fou exercida, al llarg dels anys, per les persones següents:
- Ramon Farré (1873)
- Carles Palau i Jordana (1894)
- Josep Fierro i Canut (1895-1898)

## Llocs d'interès
- Església de Santa Maria de Viu de Llevata
- Restes de Santa Llúcia de Viu de Llevata
- Restes del Castell de Viu de Llevata.